# Greg Burson
Gregory Lewis „Greg“ Burson (29. června 1949 Los Angeles – 22. července 2008) byl populární americký dabér.
Jeho hlas je spojen s desítkami kreslených postaviček v animovaném filmu (např. Tom a Jerry, Scooby-Doo, Flintstoneovi), objevuje se však také v hraném filmu (např. snímek Jurský park, kde mluví "pana DNA") a počítačových hrách. Zemřel v Los Angeles roku 2008 ve věku 59 let.